# Bibliographie sur Blaise Pascal
La vie et l'œuvre de Blaise Pascal ont donné lieu à une abondante littérature, présentée ici dans l'ordre chronologique des publications.

## Principaux travaux de référence
| Année de publication | Auteur                   | Thème                                   | Titre |
| -------------------- | ------------------------ | --------------------------------------- | --- |
| 1657                 | Nouet, J.                |                                         | Responses aux Lettres provinciales publiées par le Secrétaire du Port-Royal contre les P.P. de la Compagnie de Jésus sur le sujet de la morale des dits Pères, 1657, 552 p. (lire en ligne).                                                              |
| 1684                 | Périer, G.               | Biographie                              | La vie de M. Pascal écrite par Madame Perier sa sœur, femme de M. Perier, Conseiller de la Cour des Aydes de Clermont, 1684, 62 p. (lire en ligne). |
| 1711                 | Dupin, LE                | Biographie                              | Nouvelle bibliothèque des auteurs ecclésiastiques, t. XVII, Amsterdam, Pierre Humbert, 1711, 154-158 p. (lire en ligne), « Blaise Pascal » |
| 1734                 | Voltaire                 | Commentaire, Pascal et le christianisme | Lettres philosophiques, 1734, Paris, Flammarion, 2006. |
| 1802                 | Chateaubriand, F.-R., de | Commentaire                             | Génie du christianisme, III, Livre II, Chapitre VI. |
| 1843                 | Cousin, V.               |                                         | Des Pensées de Pascal : Rapport à l'Académie française sur la nécessité d'une nouvelle édition de cet ouvrage, Paris, Librairie philosophique de Ladrange, 1843, 513 p. (lire en ligne)                                                                   |
| 1860                 | Sainte-Beuve, CA.        | Commentaire                             | Port-Royal, Hachette, 1860, volume 1, [lire en ligne]. |
| 1885                 | Nourrisson, JF.          | Pascal homme de sciences                | Pascal, physicien et philosophe, Paris, Émile Perrin, 1885 (lire en ligne). * |
| 1898                 | Stephen, L.              | Biographie                              | (en) Studies of a Biographer, vol. 2, London, Duckworth and Co., 1898 (lire en ligne), « Pascal », p. 241-284 |
| 1902                 | Michaut, G.              | Biographie                              | Les époques de la pensée de Pascal, Paris, Albert Fontemoing, 1902 (lire en ligne) |
| 1910                 | Giraud, V.               | Pascal philosophe et moraliste          | Blaise Pascal : Études d'histoire morale, Paris, Hachette, 1910 |
| 1922                 | Chevalier, J.            | Pascal Philosophe et moraliste          | Pascal, Libr. Plon, Nourrit et Cie, coll. « Les Maîtres de la pensée française », 1922 (réimpr. 1944) |
| 1923                 | Chestov, L.              | Pascal et le christianisme              | La Nuit de Gethsémani : Essai sur la philosophie de Pascal (trad. M. Exempliarsky), Paris, Bernard Grasset, coll. « Les Cahiers Verts » (no 23), 1923, 161 p. (OCLC 4385261, lire en ligne)Réédité aux Éditions de l'éclat, Paris, 2012 (ISBN 2841622886) |
| 1923                 | Valéry, P.               | Commentaire                             | Variation sur une pensée, 1923, dans Œuvres, I, Bibliothèque de la Pléiade, Paris, Gallimard, 1957, p. 458-473 |
| 1931                 | Mauriac, F.              | Commentaire                             | Blaise Pascal et sa sœur Jacqueline, Paris, Hachette, 1931. |
| 1935                 | Guardini, R.             | Pascal et le christianisme              | Pascal : ou le drame de la conscience chrétienne, Paris, Seuil, 1935, 237 p. |
| 1948                 | Bénichou, P.             | Commentaire                             | Morales du grand siècle, Paris, Gallimard, 1948, 231 p. (lire en ligne), « 3. - La métaphysique du jansénisme » |
| 1952                 | Béguin, A.               | Biographie                              | Pascal, Paris, Seuil, 1952 ; nouvelle éd. 1981. |
| 1953                 | Brunschvicg, L.          | Pascal Philosophe et moraliste          | Blaise Pascal, Paris, Vrin, 1953, 248 p. (présentation en ligne) |
| 1955                 | Goldmann, L.             |                                         | Le Dieu caché : Étude sur la vision tragique dans les Pensées de Pascal et dans le théâtre de Racine, Paris, Gallimard, 1955 |
| 1958                 | Spoerri, T.              |                                         | (de) Pascals Hintergedanken, Hamburg, Furche, 1958 |
| 1960                 | Kanters, R               | Commentaire                             | Préface aux Provinciales et aux Pensées, Lausanne, Éditions Rencontre, 1967 (1re éd. 1960), 621 p. |
| 1962                 | Baudouin, Ch.            | Pascal Philosophe et moraliste          | Blaise Pascal ou l'ordre du cœur, Paris, Plon, 1962. |
| 1965                 | Mesnard, J.              | Biographie                              | Pascal et les Roannez, vol. 1 et 2 (thèse pour le doctorat d’État), Paris, Desclée De Brouwer, 1965 |
| 1965                 | Mesnard, J.              | Pascal et le christianisme              | Pascal, coll. Les Écrivains devant Dieu, Paris, Desclée de Brouwer, 1965. |
| 1966                 | Gouhier, H.              | Pascal et le christianisme              | Blaise Pascal, commentaires, Paris, Vrin, 1966, 404 p. (présentation en ligne) |
| 1967                 | Mesnard, J.              | Pascal philosophe et moraliste          | Pascal, coll. Connaissance des Lettres, Paris, Hatier, 1967. |
| 1969                 | Gounelle, A.             | Pascal et le christianisme              | « La Bible selon Pascal », Revue d'histoire et de philosophie religieuses, vol. 49e année, no 2,‎ 1969, p. 113-134. (lire en ligne) |
| 1969                 | Gounelle, A.             | Pascal et le christianisme              | « La Bible selon Pascal (suite) », Revue d'histoire et de philosophie religieuses, vol. 49e année, no 3,‎ 1969, p. 229-256 (lire en ligne). |
| 1969                 | Le Guern, M.             | Pascal écrivain                         | L'Image dans l'œuvre de Pascal, Armand Colin, 1969. |
| 1970                 | Sellier, Ph.             | Pascal et le christianisme              | Pascal et saint Augustin, Paris, Albin Michel, 1995 (1re éd. 1970), 656 p. (lire en ligne) |
| 1971                 | Le Guern, M.             | Pascal philosophe et moraliste          | Pascal et Descartes, Nizet, 1971. |
| 1975                 | Magnard, P.              | Pascal et le christianisme              | Nature et histoire dans l'apologétique de Pascal, Paris, Belles-Lettres, 1975. |
| 1976                 | Guenancia, P.            | Pascal homme de sciences                | Du vide à Dieu : essai sur la physique de Pascal, Paris, Maspero, 1976. |
| 1976                 | Mesnard, J.              | Pascal philosophe et moraliste          | Les Pensées de Pascal, Paris, SEDES, 1995, 3e éd. (1re éd. 1976), 400 p. |
| 1977                 | Feuillet, A.             |                                         | L'Agonie de Gethsémani : Enquête exégétique et théologique, suivie d'une Étude du « Mystère de Jésus » de Pascal, J. Gabalda, 1977, 345 p. |
| 1984                 | Ferreyrolles, G.         | Pascal et la politique                  | Pascal et la raison du politique, PUF, 1984, 290 p. (présentation en ligne). |
| 1986                 | Coleman, FXJ             | Pascal philosophe et moraliste          | (en) Neither Angel Nor Beast: The Life and Work of Blaise Pascal, New York, Londres, Routledge and Kegan Paul, 1986 |
| 1986                 | Gouhier, H.              | Pascal et le christianisme              | Blaise Pascal : conversion et apologétique, Paris, Vrin, 1986, 268 p. (lire en ligne). |
| 1987                 | Bord, A.                 | Pascal et le christianisme              | Pascal et Jean de la Croix, préface de Philippe Sellier, Paris, Beauchesne, 1987. |
| 1995                 | Adamson, D.              | Pascal homme de sciences                | (en) Blaise Pascal: Mathematician, Physicist, and Thinker about God, 1995 (ISBN 0-333-55036-6) |
| 2000                 | Attali, J.               | Biographie                              | Blaise Pascal, ou le génie français, Paris, Fayard, 2000, 544 p. (ISBN 978-2-213-60620-0) |
| 2000                 | Bord, A.                 | Biographie                              | La Vie de Blaise Pascal, Paris, Beauchesne, 2000. |
| 2000                 | Le Gall, A.              | Biographie                              | Pascal, Paris, Flammarion, 2000 (ISBN 978-2-080-42662-8, lire en ligne) |

## Autres travaux

### XXesiècle
| Année de publication | Thème                          | Titre |
| -------------------- | ------------------------------ | --- |
| 1909                 | Biographie                     | (en) Stafford Harry Northcote, Viscount Saint Cyres. Pascal (London: Smith, Elder & Company, 1909; New York: E. P. Dutton).                                |
| 1911                 | Biographie                     | (en) George Saintsbury et George Chrystal, « Pascal, Blaise », Encyclopædia Britannica, vol. 20,‎ 1911, p. 878-881                                          |
| 1931                 |                                | Jean Lhermet, Pascal et la Bible (thèse pour le doctorat d'État), Vrin, 1931, 708 p.                                                                       |
| 1947                 | Pascal homme de sciences       | Pierre Humbert, L'Œuvre scientifique de Blaise Pascal, Paris, Albin Michel, 1947.                                                                          |
| 1959                 | Biographie                     | Marguerite Perroy, Les Pascal, un trio fraternel, Éditions Letouzey et Ané Pars 1959.                                                                      |
| 1965                 | Biographie                     | (en) Broome, J.H., Pascal, London, E. Arnold, 1965 (ISBN 0-7131-5021-1)                                                                                    |
| 1968                 | Pascal et le christianisme     | Maurice Pontet, Pascal et Teilhard, témoins de Jésus-Christ, Desclée de Brouwer, Paris, coll. « Christus » no 27, 1968, 221 p..                            |
| 1977                 | Pascal et le christianisme     | Tetsuya Shiokawa, (préf. Jean Mesnard), Pascal et les miracles, Paris, Nizet, 1977.                                                                        |
| 1982                 | Pascal philosophe et moraliste | Thomas More Harrington, Pascal philosophe, Paris, CDU-SEDES, 1982, 186 p.                                                                                  |
| 1982                 |                                | (en) John LeslieMackie. The Miracle of Theism: Arguments for and against the Existence of God. (Oxford: Oxford University Press, 1982).                    |
| 1983                 |                                | (en) Hugh M. Davidson. Blaise Pascal. (Boston: Twayne Publishers), 1983.                                                                                   |
| 1984                 |                                | (en) Anthony R. Pugh. The Composition of Pascal's Apologia, (University of Toronto Press, 1984).                                                           |
| 1987                 | Pascal homme de sciences       | (de) Hans Loeffel, Blaise Pascal, vol. 2, Basel, Birkhäuser, 1987 (lire en ligne).                                                                         |
| 1988                 | Pascal homme de sciences       | Guy Mourlevat, Les machines arithmétiques de Blaise Pascal, Clermont-Ferrand, La Française d'Édition et d'Imprimerie, 1988.                                |
| 1989                 |                                | Pierre Force, Le problème herméneutique chez Pascal, Vrin, 2000 (1re éd. 1989), 298 p. (lire en ligne)                                                     |
| 1993                 | Pascal écrivain                | Dominique Descotes, L'Argumentation chez Pascal, Paris, PUF, 1993.                                                                                         |
| 1993                 | Pascal homme de sciences       | Jacques Moutaux (dir.), Pascal et la géométrie, Mont-Saint-Aignan, CRDP de Rouen : IREM de Rouen, 1993.                                                    |
| 1994                 | Biographie                     | Dominique Descotes, Pascal : biographie, étude de l'œuvre, Paris, Albin Michel, 1994.                                                                      |
| 1994                 | Pascal homme de sciences       | Jean Marguin, Histoire des instruments et machines à calculer, Hermann, 1994 (ISBN 978-2-7056-6166-3).                                                     |
| 1995                 | Pascal écrivain                | Pierre Magnard, Pascal ou l’art de la digression, Ellipses, 1995.                                                                                          |
| 1997                 | Pascal écrivain                | Vlad Alexandrescu, (préf. Oswald Ducrot), Le Paradoxe chez Blaise Pascal, Peter Lang, coll. Sciences pour la communication, 1997 (ISBN 978-3-906754-72-7). |
| 2000                 | Pascal homme de sciences       | Francesco Paolo Adorno, Pascal, Paris, Les Belles Lettres, 2000 (ISBN 2-251-76030-X).                                                                      |
| 2000                 | Pascal et le christianisme     | Hervé Pasqua, Pascal, penseur de la grâce, Téqui, 2000. |

- Laurent Thirouin, « Conservatisme et dérision (l'analyse pascalienne des lois) », Cahiers de la littérature du XVIIe siècle, vol. Pensée et Politique, no 9,‎ 1987, p. 111-134 (lire en ligne). Pascal et la politique
- Laurent Thirouin (préf. Jean Mesnard), Le Hasard et les règles : Le modèle du jeu dans la pensée de Pascal, Paris, Vrin, 1991, 2e éd., 222 p. (présentation en ligne). Pascal philosophe et moraliste
- Vincent Carraud, Pascal et la philosophie, Paris, PUF, 1992 (2e éd. 2007). Pascal philosophe et moraliste
- Jacques Darriulat, L'Arithmétique de la Grâce : Pascal et les carrés magiques, Paris, les Belles lettres, 1994. Pascal homme de sciences

### XXIesiècle
| Année de publication | Thème                      | Titre |
| -------------------- | -------------------------- | --- |
| 2001                 | Pascal écrivain            | Pierre Magnard, Le Vocabulaire de Pascal, Ellipses, 2001. |
| 2001                 |                            | (en) Paul Saka, « Pascal's Wager and the Many Gods Objection », =Religious Studies, vol. 37, no 3,‎ 2001, p. 321–41 (DOI 10.1017/S0034412501005686, S2CID 170266714)                                                           |
| 2002                 | Biographie                 | (en) Douglas Groothuis, On Pascal, Belmont, Wadsworth, 2002 (ISBN 978-0534583910) |
| 2003                 | Pascal et le christianisme | Michel Le Guern, Pascal et Arnauld, Paris, Honoré Champion, 2003, 237 p. |
| 2005                 |                            | (en) Donald Adamson, Pascal's Views on Mathematics and the Divine. in: Mathematics and the Divine: A Historical Study (T. Koetsier and L. Bergmans eds.), Amsterdam, Elsevier, 2005 (lire en ligne), « Chap. 21 », p. 407–421 |
| 2008                 | Pascal homme de sciences   | (en) Keith Devlin, The Unfinished Game: Pascal, Fermat, and the Seventeenth-Century Letter that Made the World Modern, New York, Basic Books, 2008 (ISBN 978-0-465-00910-7)                                                   |

- André Bord, Pascal vu par sa sœur Gilberte, Paris, Pierre Téqui, 2005. Pascal philosophe et moraliste
- Philippe-Joseph Salazar, Efficacité rhétorique exemplaire. Les Pensées dans les Causeries du lundi de Sainte-Beuve, dans Croisements d’anthropologies. Pascals Pensées im Geflecht der Anthropologien sous la direction de R. Behrens, A. Gipper, V. Mellinghoff-Bourgerie, Heidelberg, Universitätsverlag Winter, 2005, p. 331-344  (ISBN 978-3-8253-5035-2). Pascal écrivain
- Bernard Sève, « Le « génie tout libre » de « l’incomparable auteur de l’Art de conférer » : ce que l’écriture de Pascal doit à Montaigne », Littératures, vol. Pascal a-t-il écrit les Pensées ?, no 55,‎ 2006, p. 93-110. (lire en ligne). Pascal écrivain
- André Bord, Lumière et Ténèbres chez Pascal, Paris, Pierre Téqui, 2006. Pascal et le christianisme
- (en) Farrell, John. "Pascal and Power". Chapter seven of Paranoia and Modernity: Cervantes to Rousseau (Cornell UP, 2006).
- (en) Jeff Jordan. Pascal's Wager: Pragmatic Arguments and Belief in God. (Oxford: Clarendon Press, 2006).
- Vincent Carraud, Pascal. Des connaissances naturelles à l'étude de l'homme, Paris, J. Vrin, 2007. Biographie
- Pierre Magnard, Pascal : La clé du chiffre, La Table ronde, 2007, 2e éd., 378 p. (présentation en ligne). Pascal et le christianisme
- Jean-Christophe de Nadaï, o.p., Jésus selon Pascal, Paris, MAME-Desclée, 2008, 382 p.
- Laurent Susini, L'Écriture de Pascal. La lumière et le feu. La « vraie éloquence » à l'œuvre dans les Pensées, Paris, Honoré Champion, 2008. Pascal écrivain
- Gérard Ferreyrolles, « Pascal et les adversaires de l’Église », Cahiers du GADGES, vol. Polémique en tous genres (XVIe – XVIIIe siècles), no 7,‎ 2009, p. 191-212. (lire en ligne). Pascal et le christianisme
- (en) Søren Landkildehus. "Kierkegaard and Pascal as kindred spirits in the Fight against Christendom" in Kierkegaard and the Renaissance and Modern Traditions (ed. Jon Stewart. Farnham: Ashgate Publishing, 2009).
- (en) Paul Tobin. The Rejection of Pascal's Wager: A Skeptic's Guide to the Bible and the Historical Jesus. authorsonline.co.uk, 2009.
- Gérard Ferreyrolles, « Saint Thomas et Pascal : les règles de la polémique chrétienne » dans Séries et variations. Études littéraires offertes à Sylvain Menant, Paris, PUPS, 2010, p. 687-703. Pascal et le christianisme
- Philippe Sellier, Port-Royal et la littérature : Pascal, Honoré Champion, 2010, 2e éd., 704 p.
- Guillaume de Tanoüarn, Parier avec Pascal, Paris, Le Cerf, 2012, 311 p.  (ISBN 978-2204098588). Pascal philosophe et moraliste
- (en) Rüdiger Campe, "Numbers and Calculation in Context: The Game of Decision - Pascal" in The Game of Probability. Literature and Calculation from Pascal and Kleist, Stanford University Press, 2012
- Hervé Bonnet, Pascal, Bruxelles, Sils-Maria, coll. 5Concepts, 2013, 110 p. Pascal philosophe et moraliste
- Xavier Patier, Blaise Pascal. La nuit de l'extase, Paris, Cerf, 2014. Pascal et le christianisme
- Alberto Frigo, L'Évidence du Dieu caché. Introduction à la lecture des Pensées de Pascal, Mont-Saint-Aignan, PURH, 2015, 245 p. Pascal et le christianisme
- Michel Le Guern, Études sur la vie et les Pensées de Pascal, Paris, Honoré Champion, 2015, 272 p. Pascal philosophe et moraliste
- Philippe Sellier, « Pascal et l'agonie du Christ à Gethsémani », Courrier du Centre International Blaise-Pascal, no 37,‎ 2015, p. 7-30 (lire en ligne). Pascal et le christianisme
- Laurent Thirouin (préf. Dominique Descotes), Pascal ou le défaut de la méthode : Lecture des Pensées selon leur ordre, Honoré Champion, 2023 (nouv.éd. augmentée) (1re éd. 2015), 390 p. (lire en ligne). Pascal écrivain
- Antoine Compagnon, Un été avec Pascal, Éditions des Équateurs, 2020, 231 p. (ISBN 978-2-849-90748-1). Divers
- Pierre Manent, Pascal et la proposition chrétienne, Essai, Grasset, 2022, 432 p.
- Bernard Grasset (préf. Gérard Ferreyrolles), Sur les pas de Blaise Pascal voyageur de l’infini, Kimé, 2023, 270 p. (ISBN 978-2380721003) Biographie
- Jean de Saint-Cheron (préf. Jean-Luc Marion), Voilà ce que c'est que la foi : Jean de Saint-Cheron relit Pascal, Salvator, 2023, 160 p.. Pascal et le christianisme